# Markovci (gmina Šalovci)
Markovci – wieś w Słowenii, w gminie Šalovci. W 2018 roku liczyła 237 mieszkańców.